# Rexall Grand Prix of Edmonton 2007
Rexall Grand Prix of Edmonton 2007 var den åttonde deltävlingen i Champ Car 2007. Racet kördes den 22 juli på Edmontons centrala flygplats. Sébastien Bourdais fick åter vind i seglen och tog sin fjärde vinst för säsongen. Det gjorde att han återvände till mästerskapsledningen, och dessutom misslyckades både Robert Doornbos och Will Power med att uppnå goda resultat. Justin Wilsons jämnhet hade tagit honom in i mästerskapskampen, och med en andraplats fortsatte han de lyckade resultaten. Graham Rahal blev trea.

## Slutresultat
| Plats | Förare             | Team                      | Grid | Kvaltid  |
| ----- | ------------------ | ------------------------- | ---- | -------- |
| 1     | Sébastien Bourdais | Newman/Haas Racing        | 2    | 58,596   |
| 2     | Justin Wilson      | RSPORTS                   | 3    | 58,410   |
| 3     | Graham Rahal       | Newman/Haas Racing        | 4    | 58,485   |
| 4     | Simon Pagenaud     | Team Australia            | 7    | 58,868   |
| 5     | Paul Tracy         | Forsythe Racing           | 14   | 1.00,107 |
| 6     | Oriol Servià       | Forsythe Racing           | 13   | 59,582   |
| 7     | Bruno Junqueira    | Dale Coyne Racing         | 6    | 58,846   |
| 8     | Dan Clarke         | Minardi Team USA          | 10   | 59,503   |
| 9     | Neel Jani          | PKV Racing                | 5    | 58,762   |
| 10    | Jan Heylen         | Conquest Racing           | 12   | 59,561   |
| 11    | Robert Doornbos    | Minardi Team USA          | 11   | 59,553   |
| 12    | Ryan Dalziel       | Pacific Coast Motorsports | 8    | 59,256   |
| 13    | Alex Figge         | Pacific Coast Motorsports | 16   | 1.00,937 |
| 14    | Alex Tagliani      | RSPORTS                   | 9    | 59,483   |
| 15    | Will Power         | Team Australia            | 1    | 58,403   |
| 16    | Katherine Legge    | Dale Coyne Racing         | 15   | 1.00,222 |
| 17    | Mario Domínguez    | PKV Racing                | 17   | -        |